# 베인브리지 (조지아주)

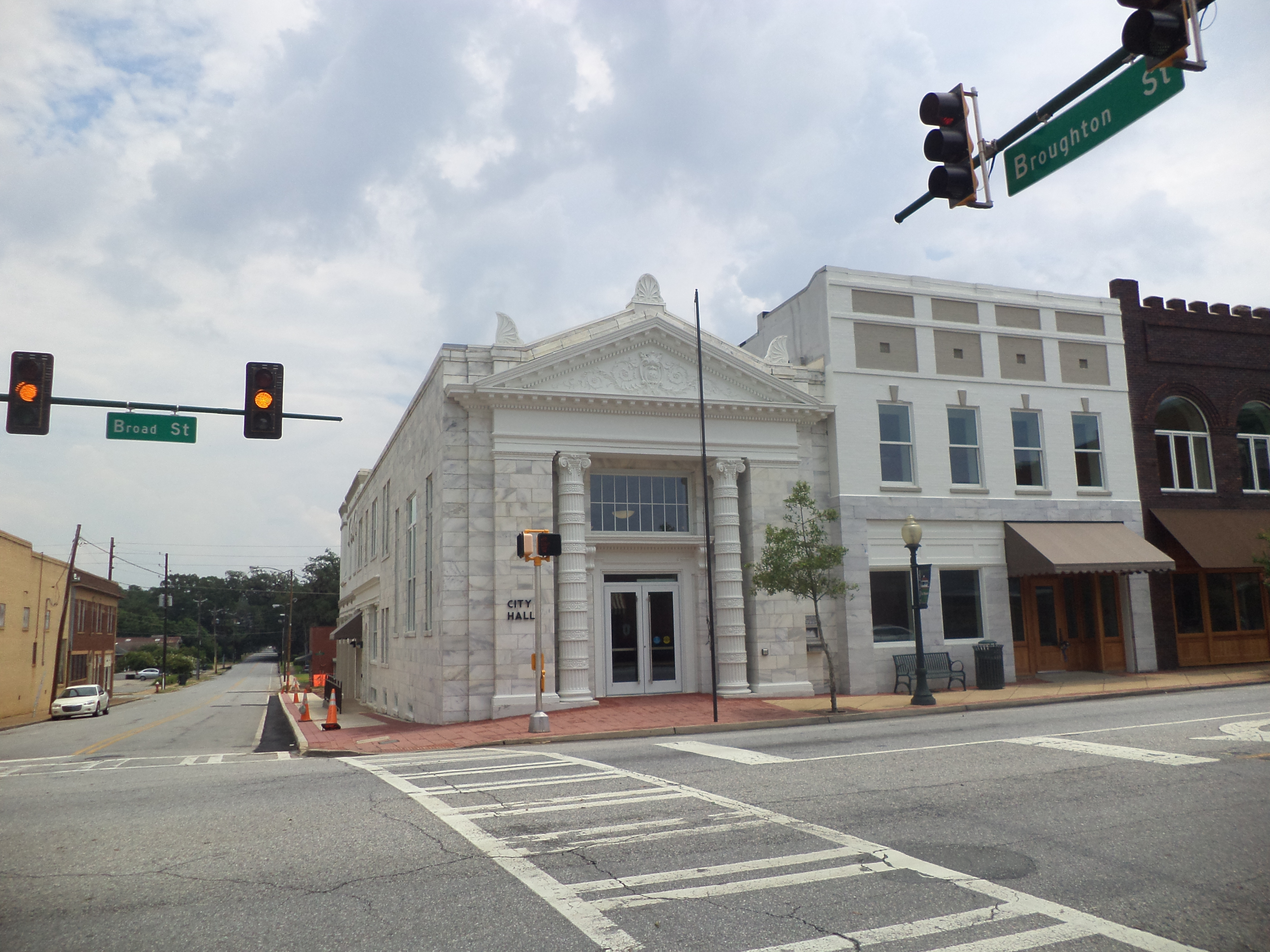

베인브리지(Bainbridge)는 미국 조지아주 디케이터군의 도시이다. 이 도시는 디케이터군의 군청 소재지이다. 2020년 미국 인구 조사 기준으로 이 도시의 인구 수는 14,468명이다.

## 인구
| 인구조사              | 인구   | Note | %±     |
| --------------------- | ------ | ---- | ------ |
| 1860년                | 1,869  |      | —      |
| 1870년                | 1,351  |      | −27.7% |
| 1880년                | 1,436  |      | 6.3%   |
| 1890년                | 1,668  |      | 16.2%  |
| 1900년                | 2,641  |      | 58.3%  |
| 1910년                | 4,217  |      | 59.7%  |
| 1920년                | 4,792  |      | 13.6%  |
| 1930년                | 6,141  |      | 28.2%  |
| 1940년                | 6,352  |      | 3.4%   |
| 1950년                | 7,562  |      | 19.0%  |
| 1960년                | 12,714 |      | 68.1%  |
| 1970년                | 10,887 |      | −14.4% |
| 1980년                | 10,553 |      | −3.1%  |
| 1990년                | 10,712 |      | 1.5%   |
| 2000년                | 11,722 |      | 9.4%   |
| 2010년                | 12,697 |      | 8.3%   |
| 2020년                | 14,468 |      | 13.9%  |
| U.S. Decennial Census |        |      |        |

## 저명한 출신
- 미리엄 홉킨스: 영화 배우
- 데이비드 로스 (야구인)